# Mimi Eckmair-Freudenthaler
Mimi Eckmair-Freudenthaler, auch Hermine Eckmair, (* 4. Oktober 1910 in Steyregg; † 7. August 1985 in Linz) war eine österreichische Schriftstellerin.

## Leben und Wirken
Sie war mit dem Schriftsteller Carl Martin Eckmair verheiratet und veröffentlichte in diversen Anthologien, schuf zahlreiche Beiträge für den Schulfunk und schrieb Novellen und Romane. 
Eckmair-Freudenthaler war u. a. Mitglied des Oberösterreichischen Künstlerbundes und arbeitete dort als Redakteurin bei dessen Zeitschriften Silberrose und Die Sammlung mit.

## Werke
- Das Bienenhaus. In: Mühlviertler Heimatblätter, Jg. 5, Heft 5/6, S. 106f, Heft 7/8, S. 145. Linz 1965.
- Die Hausapotheke im Schloss Weinberg bei Kefermarkt. In: Mühlviertler Heimatblätter, Jg. 3, Heft 5/6, S 125 bis 127, Linz 1963, ooegeschichte.at [PDF]
- Der gestohlene Erzengel. Oberösterreichischer Landesverlag,  Linz 1961
- Die silberne Brücke. Ibis, Linz.
- Siebzehn Erbsen. Kraemer, Wien 1950.
- Die Königskerze. Wien 1947.
- Welt hinterm Wald. Roman. Kühne, Wien 1942.